# Орлов мост
Орлов мост е пътен мост над Перловска река с важно и натоварено кръстовище в центъра на град София.
Името му идва от бронзовите фигури на орли върху моста, които са негови символични покровители и защитници. Намира се непосредствено до Националния стадион „Васил Левски“, Княжеската и Борисовата градина. След влизането в София от източна посока по „Цариградско шосе“ мостът е първото кръстовище, чрез което се навлиза в същинския център на града. Тук през март 1878 г. са посрещнати освободените от Диарбекир български затворници и заточеници, събитието днес напомня скромен каменен блок, поставен през 90-те години от общината.
Мостът е построен през 1891 година, две години след построяването на Лъвовият мост. По това време главен архитект на София е Антонин (Вацлав) Колар. Той, заедно с Вацлав Прошек, проектира и изгражда двата моста. Орлов мост е построен като символ на свободата, тъй като тук за първи път са посрещнати затворниците от Диарбекир, надигали глас против владичеството. Металните части са разработени, излети и доставени от виенската фирма „Рудолф Филип Ваагнер & Биро“ (1891). Изящните изделия на тази фирма украсяват и други софийски архитектурни паметници – Паметника на Васил Левски и оградата на Градската градина (дело на А. В. Колар), Лъвов мост (също по проект на Вацлав Прошек), на Княжеския дворец (днес Национална художествена галерия).
На Орлов мост се пресичат бул. „Цариградско шосе“ с бул. „Евлоги и Христо Георгиеви“. Продължението на „Цариградско шосе“ след Орлов мост в посока Софийския университет се нарича бул. „Цар Освободител“.
Бул. „Евлоги и Христо Георгиеви“ в южна посока достига до НДК, а продължението му започва да се нарича бул. „България“.
От Орлов мост, между сградите „Асеновец“ и „Царевец“, започва и живописната улица „Цар Иван-Асен II“ с множество магазини, сладкарница, кафенета, читалище „Антон Страшимиров“ със салона на кино „Влайкова“, централния клон на Райфайзенбанк, едноименното средно училище „Цар Иван-Асен II“ и др.
След демократичните промени през 1989 г. Орлов мост става често предпочитано място за демонстрации, като милионния митинг на СДС на 7 юни 1990 г., разпрострял се и по протежение на „Цариградско шосе“ до височината при „Алея Яворов“, както и природозащитните протести на движението „Окупирай Орлов мост“ през 2012 г., антимонополните протести в началото на 2013 г. и протестите срещу кабинета „Орешарски“.

### Градски транспорт
Автобусни линии: 72, 75, 76, 94, 204, 213, 280, 304, 604, Х50
Електробусни линии: 9, 84, 184
Тролейбусни линии: 1, 2, 3, 4, 5, 8, 11
Мястото е в непосредствена близост до Метростанция Орлов мост, обслужвана от третата линия на Софийското метро, и метростанция Софийски университет, обслужвана от първата и четвъртата линия на Софийското метро.